# 備胎星雲
IC 5148，暱稱為備胎星雲，是位於天鶴座的一個行星狀星雲 ，位置在天鶴座λ西方約1度處。它於1894年被澳大利亞的業餘天文學家華特·弗雷德里克·蓋爾發現。它的距離大約是3,000光年，以50kps（公里每秒）的速度膨脹中，是速度最快的行星狀星雲之一。